# Анджеювка (Мазовецьке воєводство)
Анджеювка (пол. Andrzejówka) — село в Польщі, у гміні Полічна Зволенського повіту Мазовецького воєводства.
Населення — 97 осіб (2011).
У 1975-1998 роках село належало до Радомського воєводства.

## Демографія
Демографічна структура станом на 31 березня 2011 року:
|          | Загалом | Допрацездатний вік | Працездатний вік | Постпрацездатний вік |
| -------- | ------- | ------------------ | ---------------- | -------------------- |
| Чоловіки | 47      | 11                 | 33               | 3                    |
| Жінки    | 50      | 11                 | 32               | 7                    |
| Разом    | 97      | 22                 | 65               | 10                   |